# Frontera entre Xipre i Akrotiri i Dekélia
La frontera entre Xipre i el Regne Unit separa les bases britàniques d'Akrotiri i Dekélia de la República de Xipre, a l'illa de Xipre. En això, és una frontera exterior de la Unió Europea, Xipre és un Estat membre mentre que les bases sobiranes britàniques no en pertanyen. Tanmateix encara no és clar que passarà amb els gairebé 150.000 xipriotes que treballen a les bases quan es produeixi la sortida de Gran Bretanya de la Unió Europea.

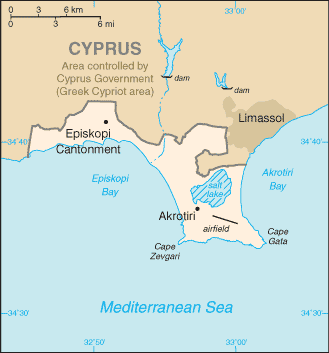
Mapa de la base d'Akrotiri.

## Traçat
Amb la independència de Xipre el 1960, el Regne Unit va conservar la sobirania sobre dues bases militars a la costa sud de l'illa:

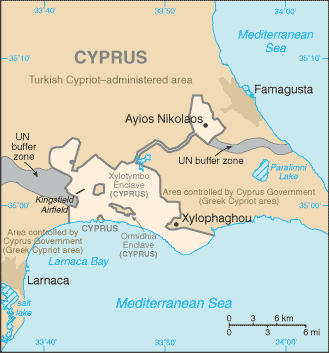
Mapa de la base de Dekélia

- La base d'Akrotiri, la més occidental de les dues, està situada al cap de Gata i el seu entorn, a l'extrem sud de l'illa, prop de la ciutat de Limassol. La frontera entre la República de Xipre i la base britànica segueix un traçat general cap a l'oest, des de la badia d'Episkopi fins a la badia d'Akrotiri.

- La base de Dekélia està situada al sud-est de l'illa, prop Larnaca, al nord de la badia de Larnaca. La línia fronterera és més complexa, ja que l'antic poble d'Àgios Nikólaos, situat al nord-est de la base de Dekélia pròpiament dita, també està sota la sobirania britànica connectat per un camí també sota control britànic. D'altra banda, els pobles de Xylotýmvou i d'Ormídia i la central elèctrica de Dekélia amb vistes al Mediterrani, es troben sota la sobirania de Xipre i, per tant, formen un enclavament dins de la base de Dekélia. L'enclavament format per la mateixa central d'energia està travessat d'est a oest per una carretera sota sobirana britànica, que el trenca en dos, la part sud a la costa no té aigües territorials pròpies (ja que aquestes també estan sota la sobirania britànica), i de fet es troba també eclavada en el territori de la base.

## Xipre del Nord
Després de la invasió de la part nord-est de l'illa de Xipre per les forces de Turquia en 1974, aquesta àrea pertany a la República turca de Xipre del Nord des de 1983 ; Aquesta república no és reconeguda per cap país fora de Turquia, qui proporciona una gestió 'de facto' de la regió. Les forces britàniques no van participar militarment en els esdeveniments de 1974; a Dekélia, l'avanç turc es va aturar a la frontera nord.
Des d'un punt de vista pràctic, la frontera nord separa la base de Dekélia de la República de Xipre del Nord. La carretera britànica d'Àgios Nikólaos a Dekélia està vorejada pel nord per la República Turca i pel sud pels territoris encara sota el control de la República de Xipre. D'altra banda, la línia verda - zona d'amortiment establerta per les Nacions Unides - es va unir a la frontera oest de Dekélia i a l'est d'Àgios Nikólaos.